# Egyptian Fantasy
Pour les articles homonymes, voir Égypte et Fantasy (homonymie).
Clip vidéo
[vidéo] « Egyptian Fantasy - Sidney Bechet », sur YouTube
Egyptian Fantasy (fantaisie égyptienne, en anglais) est un standard de jazz, du jazzman américain Sidney Bechet. Il l'enregistre pour la première fois en 1941 avec son sextet New Orleans Feetwarmers,, un de plus importants succès de son répertoire.

## Histoire
Sidney Bechet compose ce titre à base de style Early Jazz - Jazz Nouvelle-Orléans (d'où il est originaire) et de sonorités égyptiennes orientales. Il l'enregistre avec son sextet New Orleans Feetwarmers, composé de :
- Lui même à la clarinette.
- Henry "Red" Allen : trompette.
- Jay C. Higginbotham : trombone.
- Wellman Braud : contrebasse.
- J. Toliver : piano.
- James Charles Heard : batterie.

Cette composition fait partie de ses titres les plus célèbres, avec entre autres Petite fleur, Si tu vois ma mère, Les Oignons, Roses of Picardy, Blues My Naughty Sweetie Gives to Me, Dans les rues d'Antibes, Promenade aux Champs Élysées, Summertime, Joshua Fit the Battle of Jericho...